# Maison Guiette
Maison Guiette, znany także jako Les Peupliers – budynek w Antwerpii zaprojektowany w 1926 przez Le Corbusiera. W 2016 roku został wpisany na Listę światowego dziedzictwa UNESCO. 
Budynek ma trzy poziomy. Na parterze znajduje się kuchnia, gabinet i salon z którego można wyjść do ogrodu. Na pierwszym piętrze znajdują się sypialnie, a na ostatnim pracownia z dużym oknem widocznym od frontu. Na dachu jest taras. Klatka schodowa z oknami w czarnej ramie została umieszczona z boku domu. Wnętrza zostały pomalowane zgodnie z zaleceniami Le Corbusiera, który w maju 1927 roku w tym celu przyjechał do Antwerpii.  Ponieważ przepisy budowlane wymagały użycia naturalnych materiałów, zamiast tynków cementowych użyto granilis, czyli tynku dekoracyjnego złożonego z cementu i rozdrobnionego granitu. Ze względu na problemy z wilgocią po II wojnie światowej zastąpiono ją łupkiem. Podczas renowacji w 1987 roku dom pokryto białą izolacyjną warstwą tynku.

## Historia
Projekt domu, którego właścicielem był malarz i krytyk sztuk René Guiette przygotował Le Cobusier w 1926 roku. Było to jego pierwsze zagraniczne zlecenie. Właściciel chciał, aby był on wzorowany na Pavilion de l'Esprit Nouveau, który powstał w 1925 roku. Jednak projekt musiał być dostosowany do lokalnych warunków. Działka była długa i wąska, a właściciel chciał zamieszkać na parterze i mieć dostęp do ogrodu. Budynek powstał w 1927 roku, a budowę nadzorował flamandzki architekt modernistyczny Paul Smekens. Od 1978 roku jest wpisany na listę zabytków po kampanii w obronie budynku, który miał być wyburzony w związku z budową autostrady. Przez lata dom miał wielu właścicieli. Jest to jedyny zachowany budynek Le Corbursiera na terenie Belgii. Należał do fotografa Patricka Robyna i stylistki Ann Demeulemeester. Ann Demeulemeester kupiła dom w 1983 roku, a remont w 1987 roku przeprowadził architekt George Baines. Obecnie (2021) mieszka w nim syn Ann. W lipcu 2016 roku dom, razem z innymi dziełami Le Corbusiera, został wpisany na listę światowego dziedzictwa UNESCO.
W 2021 roku rząd Flandrii przyznał dotację w wysokości 95 000 euro na pokrycie połowy kosztów remontu budynku. W pierwszym etapie ma być wyremontowany dach, taras na dachu i balkon od strony ulicy. W kolejnym etapie przewidziano renowację stolarki i elewacji, tak aby przywrócić budynkowi wygląd z czasów Le Corbusiera.